# Universo de un único electrón

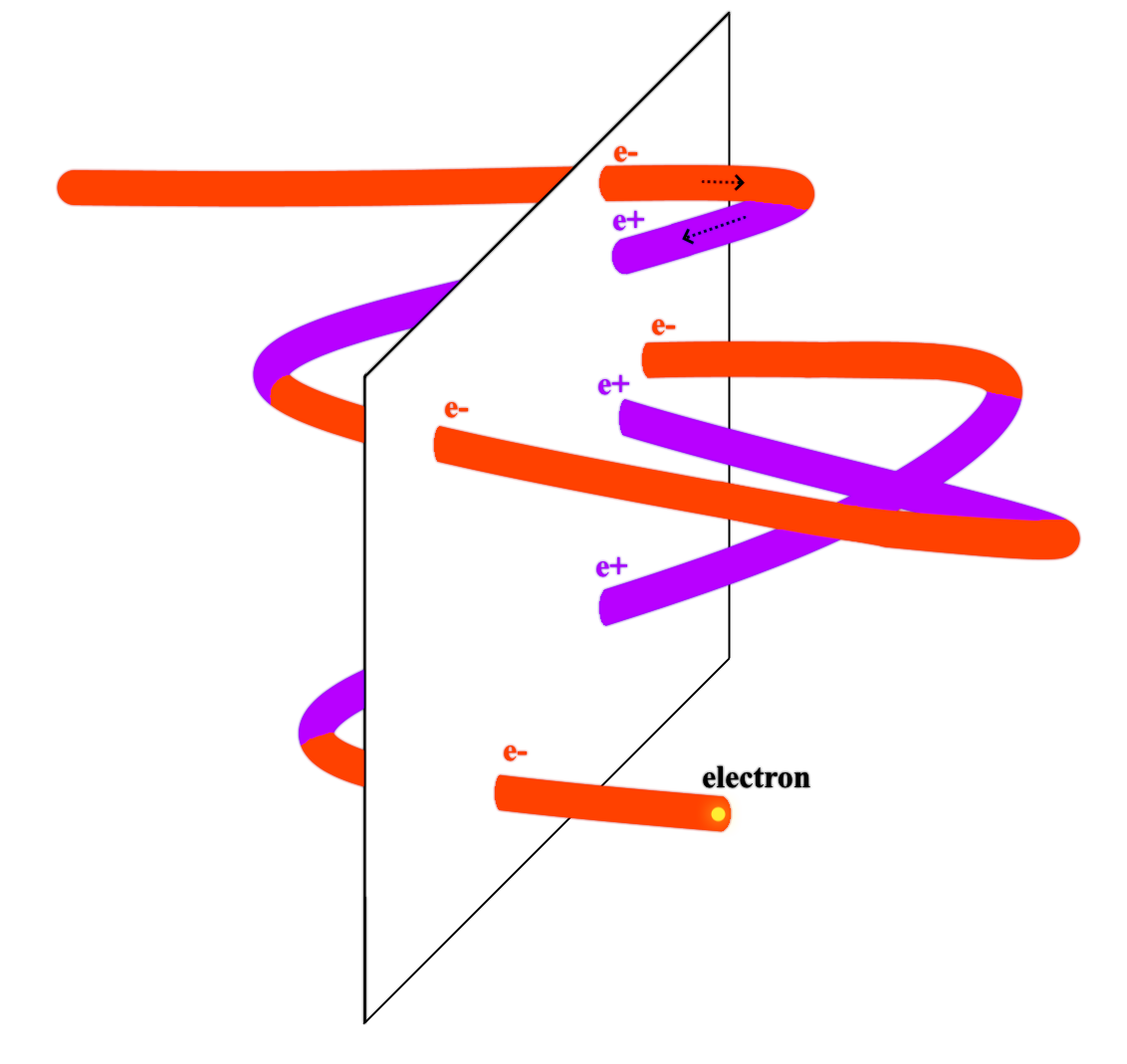
Ilustración de la hipótesis del universo de un electrón: un solo electrón se percibe en un instante dado (representado por una superficie blanca) como cuatro electrones (e-) y tres positrones (e+) porque a veces se mueve del pasado al futuro (línea naranja) y a veces del futuro al pasado (línea violeta).

La hipótesis del universo de un único electrón postula que todos los electrones y positrones son, en realidad, manifestaciones de una misma entidad. Esta se propagaría a través del tiempo y el espacio de tal manera que aparentaría estar en múltiples posiciones simultáneamente. 
Esta hipótesis fue propuesta por John Wheeler, director de la tesis doctoral de Richard Feynman. En la primavera de 1940, Wheeler llamó telefónicamente a Feynman afirmando haber encontrado una explicación elegante de la indistinguibilidad mecánico-cuántica de los electrones. Según Feynman:

Un día, el Profesor Wheeler me llamó al instituto doctoral de Princeton y me dijo: "Feynman, ya sé por qué todos los electrones tienen la misma carga y la misma masa". "¿Por qué?". "¡Porque son todos el mismo electrón!"

Posteriormente, esta idea fue popularizada gracias a su discurso de aceptación del Premio Nobel de Física de 1965.

## Visión general
La idea está basada en las líneas de universo trazadas en el espacio-tiempo por cada electrón. En lugar de una sinfín de tales líneas, Wheeler sugirió que podrían ser partes de una sola línea, como un enorme nudo atado, trazado por un solo electrón. Cada instante en el tiempo estaría dado por un corte a través del espacio-tiempo, que se cruzaría con la línea atada en numerosas veces. Cada uno de estos de puntos de encuentro representaría un electrón real en ese momento.
En esos puntos, la mitad de las líneas estarían dirigidas hacia adelante en el tiempo, mientras que la otra mitad habría dado una vuelta y se dirigiría hacia atrás. Wheeler sugirió que estas secciones inversas serían la antipartícula del electrón, el positrón.
Muchos más electrones han sido observados que positrones, por lo que se cree que los electrones fácilmente los superan en número. Según Feynman, le planteó este problema a Wheeler, quien especuló que los positrones faltantes podrían estar ocultos dentro de los protones.
A Feynman le sorprendió la observación de Wheeler de que las antipartículas podrían ser representadas como líneas del universo invertidas, y le atribuye esto a Wheeler, diciendo en su discurso del Nobel:

No tomé tan en serio la idea [de Wheeler] de que todos los electrones fueran el mismo como tomé la observación de que los positrones podrían simplemente representarse como electrones que van del futuro al pasado en una sección posterior de sus líneas de universo. ¡Eso lo robé!

Más tarde, Feynman propuso esta interpretación del positrón como un electrón que retrocede en el tiempo en su artículo de 1949, "La teoría de los positrones". Yoichiro Nambu extendió la aplicación de esta a la creación y aniquilación partícula-antipartícula, afirmando que "la eventual creación y aniquilación de pares partícula-antipartícula que pueden ocurrir de vez en cuando no es creación o aniquilación, sino sólo un cambio de dirección de partículas en movimiento, del pasado al futuro, o del futuro al pasado."